# Стерлінг К. Браун
Стерлінг Келбі Браун (англ. Sterling Kelby Brown) — американський актор.

## Життя і кар'єра
Браун народився у Сент-Луїсі, штат Міссурі, де навчався у престижній Денній Школі. Потім навчався у Стенфордському університеті, де отримав ступінь бакалавра, перш ніж перейшов до ступіня магістра в галузі образотворчого мистецтва в Школі мистецтв при Нью-Йоркському університеті.
По закінченні навчання він взявся за ряд ролей в обласному театрі. Також з'явилявся в численних телевізійних шоу, включаючи Швидка допомога, Поліція Нью-Йорка, Військово-юридична служба, Надприродне та Юристи Бостона. Він був постійним персонажем у комедії Зголоднілий і з'являвся у фільмах з Юеном Мак-Грегором, Тей Діггз, Девідом Духовни і Джуліанною Мур.
Грав роль епізодочного персонажа Гордона Вокера в серіалі Надприродне, мисливця на вампірів. У 2008 році зіграв Девіда Мослі, епізод «Терпіння» т/с Ілай Стоун.

## Фільмографія
| Рік       |    | Українська назва        | Оригінальна назва              | Роль                                             |
| --------- | -- | ----------------------- | ------------------------------ | ------------------------------------------------ |
|           | ф  | Вольтрон                | Voltron                        |                                                  |
| 2023      | ф  | Американське чтиво      | American Fiction               | Кліффорд «Кліфф» Еллісон                         |
| 2020      | мс | Нетутешні               | Solar Opposites                | Герцог                                           |
| 2016—...  | с  | Це ми                   |                                | Randall Pearson (головна роль)                   |
| 2019      | ф  | Хвилі                   | Waves                          | Рональд Вільямс                                  |
| 2018      | ф  | Хижак                   | The Predator                   | Traeger                                          |
| 2018      | ф  | Готель «Артеміда»       | Hotel Artemis                  | Waikiki                                          |
| 2018      | мс | Робоцип                 | Robot Chicken                  | Captain Fellowes / Hamer's Lieutenant (1 епізод) |
| 2018      | с  | Бруклін 9-9             | Brooklyn Nine-Nine             | Philip Davidson (1 епізод)                       |
| 2018      | ф  | Чорна Пантера           | Black Panther                  | N'Jobu                                           |
| 2017      | ф  | Маршалл                 | Marshall                       | Joseph Spell                                     |
| 2017      | с  |                         | Insecure                       | Lionel (2 епізоди)                               |
| 2017      | с  |                         | A Bunch of Dicks (міні-серіал) | Warren                                           |
| 2016      | ф  |                         | Spaceman                       | Rodney Scott                                     |
| 2015—2016 | с  |                         | American Crime Story           | Christopher Darden (10 епізодів)                 |
| 2016      | ф  | Американська репортерка |                                | Sgt. Hurd                                        |
| 2015      | ф  |                         | Mojave                         | Detective Fletcher                               |
| 2015      | с  |                         | Criminal Minds                 | Fitz (1 епізод)                                  |
| 2015      | с  |                         | Castle                         | Ed Redley (1 епізод)                             |
| 2014      | тф |                         | Galyntine                      | Samhir                                           |
| 2014      | с  |                         | Masters of Sex                 | Marcus (1 епізод)                                |
| 2014      | с  | Менталіст               | The Mentalist                  | Agent Higgins (1 епізод)                         |
| 2013      | с  | Морська поліція         |                                | Elijah Banner (1 епізод)                         |
| 2013      | ф  |                         | The Suspect                    | The Other Suspect                                |
| 2007—2013 | с  |                         | Army Wives                     | Roland Burton / Calvin (108 епізодів)            |
| 2012—2013 | с  |                         | Person of Interest             | Detective Cal Beecher (6 епізодів)               |
| 2012      | с  |                         | Nikita                         | Nick Anson (1 епізод)                            |
| 2011      | с  |                         | Harry's Law                    | Mr. Thomas (1 епізод)                            |
| 2011      | с  |                         | The Good Wife                  | Andrew Boylan (1 епізод)                         |
| 2011      | ф  | Мій придуркуватий брат  |                                | Омар Коулман, офіцер з УДЗ                       |
| 2011      | с  |                         | Detroit 1-8-7                  | Cameron Jones (1 епізод)                         |
| 2010      | с  |                         | Medium                         | Todd Gillis (1 епізод)                           |
| 2008      | ф  | Право на вбивство       | Righteous Kill                 | Rogers                                           |
| 2008      | с  |                         | Eli Stone                      | David Mosley (1 епізод)                          |
| 2006—2007 | с  | Надприродне             | Supernatural                   | Gordon Walker (4 епізоди)                        |
| 2007      | ф  |                         | The Favor                      | Policeman #1                                     |
| 2007      | с  |                         | Standoff                       | Russell Marsh (1 епізод)                         |
| 2007      | с  |                         | Shark                          | Quenton North (1 епізод)                         |
| 2006      | с  |                         | Without a Trace                | Thomas Biggs (1 епізод)                          |
| 2006      | с  |                         | Smith                          | Mr. Corey (1 епізод)                             |
| 2006      | с  |                         | Alias                          | Agent Rance (1 епізод)                           |
| 2005      | ф  | Залишайся               |                                | Frederick / Devon                                |
| 2005      | с  |                         | Starved                        | Adam Williams (7 епізодів)                       |
| 2005      | ф  |                         | Trust the Man                  | Rand                                             |
| 2005      | с  | Бостонське правосуддя   |                                | Zeke Borns (1 епізод)                            |
| 2004      | с  |                         | JAG                            | Sgt. Harry Smith (1 епізод)                      |
| 2002—2004 | с  |                         | Third Watch                    | Officer Dade (9 епізодів)                        |
| 2004      | с  |                         | NYPD Blue                      | Kelvin George (1 епізод)                         |
| 2004      | с  | Швидка допомога         |                                | Bob Harris (1 епізод)                            |
| 2003      | с  |                         | Tarzan                         | Detective Carey (2 епізоди)                      |
| 2003      | с  |                         | Hack                           | (1 епізод)                                       |
| 2002      | ф  |                         | Brown Sugar                    | Co-Worker                                        |